# Mirosława Hanusiewicz-Lavallee
Mirosława Hanusiewicz-Lavallee (ur. 15 maja 1963) – polska historyczka literatury, prof. KUL.

## Życiorys
Urodziła się 15 maja 1963 r. w Gliwicach. Studia magisterskie w zakresie filologii polskiej na Wydziale Nauk Humanistycznych w Katolickim Uniwersytecie Lubelskim. W 1986 r. uzyskała tytuł zawodowy magistra filologii polskiej na podstawie rozprawy Ironia i koncept w liryce Jana Andrzeja Morsztyna (promotor: prof. Jadwiga Sokołowska). Stopień naukowy doktora w zakresie literaturoznawstwa uzyskała w 1992 r. na podstawie rozprawy Świat podzielony. O poezji Sebastiana Grabowieckiego, przygotowanej pod kierunkiem prof. J. Sokołowskiej (promotor: prof. Stefan Sawicki. Stopień naukowy doktora habilitowanego w zakresie literaturoznawstwa (specjalność: historia literatury polskiej) uzyskała w 1999 r. na podstawie rozprawy Święte i zmysłowe w poezji religijnej polskiego baroku, wyróżnionej w 2000 r. nagrodą Prezesa Rady Ministrów RP. W 2005 r. uzyskała tytuł naukowy profesora nauk humanistycznych.
Stypendystka Fundacji Jana Pawła II w Rzymie (1990), British Council (Emmanuel College, University of Cambridge, 1993), Uniwersytetu w Genewie (1993), Katolickiego Uniwersytetu w Leuven (2000), Fundacji na rzecz Nauki Polskiej (Warburg Institute, Londyn, 2006), Towarzystwa Przyjaciół KUL (Sorbonne, Paryż, 2006).
Zatrudniona na Wydziale Nauk Humanistycznych KUL na stanowisku asystenta w Katedrze Literatury Staropolskiej (październik 1987), następnie adiunkta (październik 1992), profesora nadzwyczajnego (2000) i profesora zwyczajnego (od 2007). Od października 1999 r. kierownik Katedry Literatury Staropolskiej KUL; dyrektor Instytutu Filologii Polskiej KUL w latach 1999-2002; twórczyni i pierwszy dyrektor Kolegium Międzywydziałowych Indywidualnych Studiów Humanistycznych KUL w latach 2000-2006. Od 2006 r. redaktor naczelny "Roczników Humanistycznych" (z. 1). W l. 2004-2014 członek Komitetu Nauk o Literaturze Polskiej Akademii Nauk. Członek Towarzystwa Naukowego KUL, Towarzystwa Literackiego im. Adama Mickiewicza, a od 2015 r. członek-korespondent Wydziału I Filologicznego Polskiej Akademii Umiejętności. W 2016 r. została wybrana na członka Centralnej Komisji do Spraw Stopni i Tytułów Naukowych na kadencję 2017-2020.
W 2019 została członkiem Rady Doskonałości Naukowej I kadencji. W 2023 została ponownie wybrana do Rady Doskonałości Naukowej II kadencji obejmującej lata 2024-2027.

## Zainteresowania naukowe
Zainteresowania naukowe prof. Mirosławy Hanusiewicz-Lavallee koncentrują się na literaturze polskiej epok dawnych ze szczególnym uwzględnieniem baroku, w tym na literaturze religijnej i erotycznej XV-XVIII wieku, problemach przekładu staropolskiego, języka artystycznego, tradycji humanistycznej oraz komparatystycznych kontekstów staropolskiej kultury literackiej (zwłaszcza polsko-brytyjskich związków kulturalnych).

## Ważniejsze publikacje

### Książki
- The Call of Albion: Protestants, Jesuits, and British Literature in Poland-Lithuania, 1567-1775, Leiden - Boston, Brill, 2024, s. 468.
- W stronę Albionu. Studia z dziejów polsko-brytyjskich związków literackich w dobie wczesnonowożytnej, Lublin, Wydawnictwo KUL, 2017, ss. 352.
- Pięć stopni miłości. O wyobraźni erotycznej w polskiej poezji barokowej, Warszawa, Semper 2004, ss. 175.
- Święte i zmysłowe w poezji religijnej polskiego baroku, Lublin, Redakcja Wydawnictw KUL 1998, ss. 408.
- Świat podzielony. O poezji Sebastiana Grabowieckiego, Rzym-Lublin, Redakcja Wydawnictw KUL, Fundacja Jana Pawła II 1994, ss. 202.

### Artykuły
- Denominations and Poetics. Confessional Profiles of Polish Renaissance and Baroque Religious Poetry, w: Beyond Devotion. Religious and Literary Communities in the 16th and 17th Century Polish-Lithuanian Commonwealth. Texts and Contexts, eds. Łukasz Cybulski, Kristina Rutkovska, Göttingen, Vandenhoeck & Ruprecht, 2022, s. 9-38.
- Uwagi o polskiej liryce psalmicznej drugiej połowy wieku XVI, „Pamiętnik Literacki” 111 (2020), nr 2, s. 133-152.
- Echoes of the 1580 Jesuit Mission to England in Early Modern Poland, „Roczniki Humanistyczne” 67 (2019), nr 2, s. 43-65.
- Polski kryzys tożsamości. Obraz „potopu” w twórczości Wespazjana Kochowskiego, w: Najwyższa Pani swoich praw... Idee wolności, niepodległości i suwerenności Rzeczypospolitej, 1569-1795, red. Anna Grześkowiak-Krwawicz, Wyd. IBL: Warszawa 2019, s. 137-152.
- "Rozum mój w poimanie wezmę". Sceptycyzm fideistyczny w świadectwie konwersji Kaspra Wilkowskiego, "Pamiętnik Literacki" 109 (2018), nr 4, s. 97-110.
- John Foxe's "Rerum in Ecclesia gestarum [...] commentarii" in Sixteenth Century Polish Translation, "Studia Historyczne" 60 (2018), nr 2, s. 5-16.
- Elegia lakrymalna Jana Andrzeja Morsztyna, w: Sława z dowcipu sama wiecznie stoi... Prace ofiarowane Pani Profesor Alinie Nowickiej-Jeżowej z okazji pięćdziesięciolecia pracy naukowej, red. M. Hanusiewicz-Lavallee, W. Pawlak, Lublin 2018, s. 271-280.
- Brytania i Sarmacja - na krańcach Europy, w: Wśród krajów Północy. Kultura Pierwszej Rzeczypospolitej wobec narodów germańskich, słowiańskich i naddunajskich: mapa spotkań, przestrzenie dialogu, red. nauk. M. Hanusiewicz-Lavallee, Warszawa 2015, s. 125-189.
- Co ma humanitas do humanistyki? "Ethos" 28 (2015), nr 1 (109), s. 127-135.
- Staropolskie echa misji jezuickiej w Anglii roku 1580, „Roczniki Humanistyczne” 61 (2013), z. 2, s. 97-118.
- „Pół dusze mojej i głowy korona”. Idea żony-przyjaciela w literaturze staropolskiej, „Ethos” 26 (2013), nr 3, s. 138-153.
- „Okrucieństwo kacyrskie przeciwko katolikom w Anglijej”, czyli polski głos w sporze o męczeństwo, "Odrodzenie i Reformacja w Polsce" 56 (2012), s. 37-60.
- Dwa szesnastwoieczne wydania dzieła Piotra Skargi "O jedności Kościoła Bożego", [w:] Między Rzymem a Nowosybirskiem. Księga jubileuszowa dedykowana ks. Marianowi Radwanowi, red. I. Wodzianowska, H. Łaszkiewicz, Lublin 2012, s. 467-479.
- Adam Karpiński (1952-2011), "Odrodzenie i Reformacja w Polsce" 56 (2012), s. 303-310.
- Kasper Twardowski, "Piosneczki Emanuelowe" (1619), w: "Umysł stateczny i w cnotach gruntowny...". Prace edytorskie dedykowane pamięci Profesora Adama Karpińskiego, red. R. Grześkowiak, R. Krzywy, Warszawa 2012, s. 75-89. [współautor: A. Czechowicz]
- O badaniu literatury dawnej (i owadów). Glosa o polemiki, „Roczniki Humanistyczne” 59 (2011), s. 281-285.
- "Wojna duchowna" w polskim przekładzie alegorii Johna Bunyana "The Pilgrim's Progress", [w:] Wojny, bitwy i potyczki w kulturze staropolskiej, red. W. Pawlak, M.Piskała, s. 387-399. [tekst w pdf]
- Faith and Criticism. Christian Humanism in Early Modern Culture in Poland, w: Ethics and Humanism in European Science, Environment and Culture, red. M. Jaskuła, B. Buszewski, A. Sękowski, Z. Zagórski, Kraków – Toruń – Lublin 2011, s. 33-44.
- Radość, śmiech i „dobra myśl” w literaturze staropolskiej, „Ethos” 24 (2011), nr 1-2 (93-94), s. 141-154.
- Love Bugs. Lovers and Insects in Polish Baroque Poetry, w: Birthday Beasts’ Book. Where Human Roads Cross Animal Trails… Cultural Studies in Honour of Jerzy Axer, ed. K. Marciniak, Warszawa 2011, s. 79-92.
- Humanitas and Christianitas in Polish Culture, w: Humanism in Polish Culture, ed. by A. Nowicka-Jeżowa, W. Pawlak, P. Urbański, Frankfurt am Main 2011, s. 95-106.
- Miłość, pszczoły i bukoliki, w: Staropolskie Arkadie, red. J. Dąbkowska-Kujko, J. Krauze-Karpińska, Warszawa 2010, s. 49-63.
- Biblia w literaturze staropolskiej, „Studia Teologiczne PAN” 4 (2009), s. 223-246.
- Humanitas w kręgu napięć baroku, w: Humanitas (paideia). Antropologia humanistyczna w kontekstach filozoficznych, red. Alina Nowicka-Jeżowa, t. 1, Warszawa 2009, s. 221-250.
- Czy był i czym był humanizm chrześcijański w Polsce?, w: Humanitas i christianitas w kulturze polskiej, red. Mirosława Hanusiewicz-Lavallee, Warszawa 2009, s. 53-86.

### Prace redakcyjne
- Sława z dowcipu sama wiecznie stoi... Prace ofiarowane Pani Profesor Alinie Nowickiej-Jeżowej z okazji pięćdziesięciolecia pracy naukowej, red. M. Hanusiewicz-Lavallee, W. Pawlak, Lublin 2018, ss. 466..
- Jan Kochanowski, Trfiles, Songs and Saint John's Eve Song, translated by Michael J. Mikoś, ed. and with a foreword by M. Hanusiewicz-Lavallee, Lublin 2018, ss. 178.
- W przestrzeni Południa. Kultura Pierwszej Rzeczypospolitej wobec narodów romańskich: estetyka, prądy i style, konteksty kulturowe, red. M. Hanusiewicz-Lavallee, Warszawa, Wydawnictwa Uniwersytetu Warszawskiego, 2016, ss. 525.
- Wśród krajów Północy. Kultura Pierwszej Rzeczypospolitej wobec narodów germańskich, słowiańskich i naddunajskich: mapa spotkań, przestrzenie dialogu, red. nauk. M. Hanusiewicz-Lavallee, Warszawa, Wydawnictwa Uniwersytetu Warszawskiego, 2015, ss. 732.
- Humanitas i christianitas w kulturze polskiej, red. M. Hanusiewicz-Lavallee, Warszawa, Wydawnictwo Neriton 2009, ss. 546.
- Śmiech i łzy w kulturze staropolskiej, red. A. Karpiński, E. Lasocińska, M. Hanusiewicz, Warszawa, Fundacja Akademia Humanistyczna, Instytut Badań Literackich PAN 2003 („Studia Staropolskie. Series Nova”, t. VII (LXIII), ss. 235.
- Świt i zmierzch baroku, red. M. Hanusiewicz, J. Dąbkowska, A. Karpiński, Lublin, Towarzystwo Naukowe KUL 2002, ss. 518.
- Religijność literatury polskiego baroku, red. Cz. Hernas, M. Hanusiewicz, Lublin, Towarzystwo Naukowe KUL 1995, ss. 342.
- Literatura polskiego baroku w kręgu idei, red. A. Nowicka-Jeżowa, M. Hanusiewicz, A. Karpiński, Lublin, Redakcja Wydawnictw KUL 1995, ss. 476.